# Отмица младожење
„Отмица младожење”, позната и као „Пакаруa шади” или „Јабариа хади”, феномен је  у западним деловима савезне државе Бихар и источним деловима државе Утар Прадеш, као и у регионима Мунгер и Думка (сада Џарканд ), по ком су подобне нежење отимане од стране породице младе и касније присилно венчаване, како би оне сетекле богате мушкарце и/или мушкарце са бољим образовањем . Узимајући у обзир традиционално гледиште на свети брак, већина таквих бракова се не поништава. Као додатак овој чињеници младожења може бити суочен са  лажним кривичним оптужбама према Индријском закону о миразу, те може учествовати у дуготрајном правном поступку.
Пракса је почела да буде приметна крајем 20. века, када су трошкови мираза постали забрањени, а организоване криминалне групе су се појавиле ради извршења отмице. Године 2009. пријављено је 1224 отмице ради брака у Бихару, изведене у име породица невеста.

## Преглед
Пракса, која је последица обичаја мираза, први пут је дошла до изражаја осамдесетих година двадесетог века. Од тада је стекла социјално одобрење међу вишим кастама попут Бхумихара, посебно у државама попут Бихара и Утар Прадеша, где су захтеви за миразом високи. Захтевање мираза противзаконито је у Индији већ више од 50 година, од доношења Закона о забрани мираза 1961. године.
У овој пракси, потенцијалне младожење, обично из имућних породица, мета су. Младићи који су положили своје ИАС испите, имају диплому инжињерске или медицинске струке или су обезбедили посао у Влади, циљ су породица које не могу да приуште велике миразе. Ове „младожење” су отете, држане као таоци и често су бивали претучени док се не покоре пре него што су присилно венчани, често под претњом оружја, с везаним канапом око струка како не би могли да побегну. Након тога, ако младожења покуша да се ослободи брака, суочава се са дуготрајним правним поступком и чак кривичним оптужбама по Индијском закону о миразу, који је усмерен на заштиту права жена у браку, јер су у већини случајева породице младе финансијски јаке.
Према Арвинду, многи успешни политичари Маурицијуса почели су да удавају своје кћерке у угледне породице Бхумихара, што је довело до врло високих и недоступних цена мираза за обичне становнике Бхумихара, чиме је тржиште мираза нагло прасло. Ове довело до отмице младожења.
Током година, организовани криминалци су постали део ове праксе, јер изводе отмице за одређену накнаду и гарантују „послушност” младожење након венчања уз додатну накнаду. Због тога многи такви бракови остају непријављени и често се настављају праћени страхом насиља од стране локалних криминалаца.
Већ 1993. године часопис Индја Данас извештавао је о оваквим отмицама од стране „друштвених група”, од којих је једна  формирана 1982. године у Бихару, како би отели младожење који су тражили велике миразе и присилно их венчавали. У неким случајевима, ако би младожења тражио превелики мираз или одустао од брака због проблема с миразом, породица младе би прибегавала таквим мерама, држањем младожење као таоца путем криминалних банди.

## У популарној култури
Инспирисан стварним искуством блиског пријатеља, редитељ Суши Рајпал снимио је филм о овом питању. Назван „Унутрашњи сукоб”, филм је освојио Националну филмску награду за најбољи филм о друштвеним питањима 2007. године, и објављен је 2010. године. Отмица младожења била је и тема ТВ серије „Творац судбине” (2009) на телевизији Колорс.                                                                                      
Драме „Кућа из снова” и „Преко прага”, базиране су на отмици младожења и браку. Ова пракса такође је приказана у индијским романтичним комедијама „Принудни пар” и „Особа од осам боја”.